# Volviceramus
Volviceramus is een geslacht van uitgestorven tweekleppigen, dat leefde tijdens het Laat-Krijt.

## Beschrijving
Deze tweekleppige oester had een schelp met een grote, dikke en spiraalsgewijs omgeslagen linkerklep en een rechterklep met duidelijk concentrische richels, die erbinnen viel. De buitenkant van de schelp bestond uit calciet, terwijl de binnenkant een iriserende laag bevatte. De slotrand was recht met een rij resilifers (groeve op de slotplaat waarin het resilium past). Een resilium is een in een groeve op de slotplaat gelegen kussentje van elastisch materiaal dat de kleppen uiteen drukt.